# Tacita
Tacita là một chi ốc biển, là động vật thân mềm chân bụng sống ở biển trong họ Buccinidae.

## Các loài
Các loài trong chi Tacita gồm có:
- Tacita abyssorum [2]
- Tacita danielsseni [3]